# Marianne-von-Willemer-Preis
Der Marianne-von-Willemer-Preis (Eigenschreibung Marianne.von.Willemer – Frauen.Literatur.Preis) wurde 1999 als Literaturpreis von der Stadt Linz und dem AEC Linz gestiftet. Mit dieser Auszeichnung in Erinnerung an die in Linz geborene Marianne von Willemer sollen Schriftstellerinnen gefördert werden, die nach Ansicht der Stifter bei der Vergabe von Literaturpreisen bisher generell benachteiligt werden. Der Preis ist ein Frauenpreis.
Der Preis, der bis 2002 aus zwei gleichwertigen Auszeichnungen bestand, würdigt einerseits traditionell gedruckte literarische Texte, andererseits hebt er im Internet veröffentlichte Texte heraus. Seit 2004 werden jährlich abwechselnd Print-Texte mit dem Frauen.Literatur.Preis und computerunterstützte Texte mit dem Preis für digitale Medien gewürdigt. Die Preisträgerinnen sollen in Österreich leben, wobei Einzelpersonen ebenso wie Gruppen ausgezeichnet werden können.
Der Preis wird als Wettbewerb – ausschließlich unter Frauen – ausgeschrieben und ist mit 3600 Euro dotiert (Stand 2019). Im Jahr 2005 wurde außerdem ein Anerkennungspreis für Literatur eingeführt, seit 2007 gibt es zusätzlich einen Jugendpreis für Autorinnen unter 19 („U19“) und die Möglichkeit, mehrere Anerkennungen auszusprechen.

## Preisträgerinnen
- 2000 Henriette Sadler; Künstlerinnengruppe Dominoa: Anja Westerfrölke, Angelika Mittelmann, Renate Plöchl, Ilse Wagner, Petra Harml-Prinz; Susanne Wolf, Elisabeth Vera Rathenböck, Evamaria Trischak
- 2002 Elfriede Kern; Pat Binder
- 2004 Anita Hofer; Evamaria Trischak; Susanne Kirchmayr
- 2005 Eva Fischer und Traude Korosa; Cornelia Travnicek
- 2006 Simone van Groenestijn
- 2007 Christine Vigl; Lucia Leidenfrost; Rosa Gitta Martl; Henriette Sadler
- 2008 Susanne Schuda
- 2009 Angelika Reitzer; Patricia Josefine Marchart; Anna Weidenholzer; Serafina Diebler; Iris Zechner
- 2010 Marissa Lôbo
- 2011 Angela Flam
- 2012 Manu Luksch
- 2013 Julya Rabinowich
- 2014 Deniz Sözen
- 2015 Gabi Kreslehner
- 2016 Kathrin Stumreich
- 2017 Marlene Gölz
- 2018 starsky[2]
- 2019 Britta Mühlbauer für ihre Erzählung Freibad
- 2020 Rebecca Merlic für ihre begehbare virtuelle Welt TheCityAsAHouse[3]
- 2021 Cornelia Hülmbauer
- 2022 Christina Krämer[4]
- 2023 Barbara Rieger[5]
- 2024 Enar de Dios Rodríguez[6]